# Friedrich Leßner

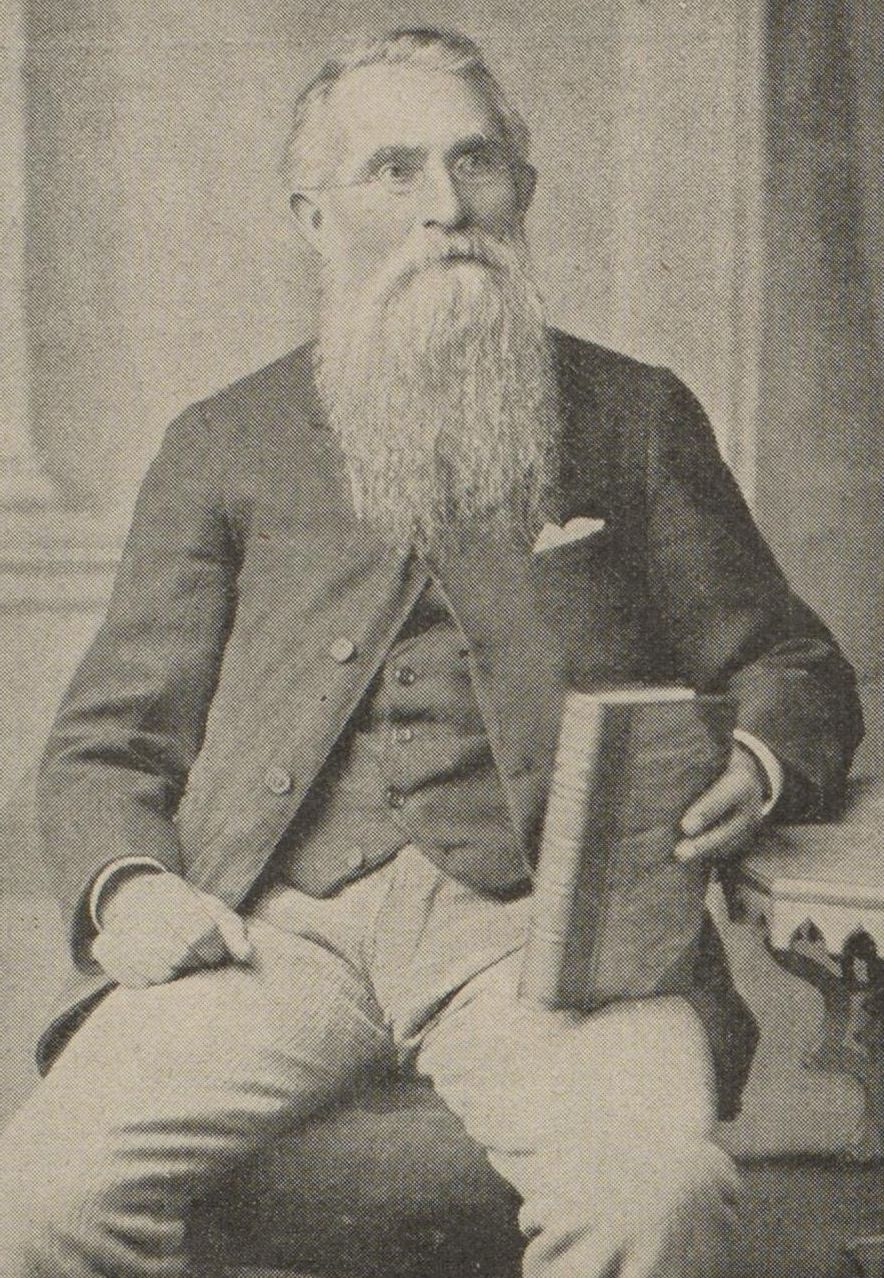
Friedrich Leßner

Friedrich Christian Eduard Leßner  (Pseudonym Carstens) (* 27. Februar 1825 in Blankenhain; † 1. Februar 1910 in London) war ein deutscher sozialistischer Politiker. Er gehörte zu den frühesten Anhängern von Karl Marx und war unter anderem aktiv im Bund der Kommunisten und der Internationalen Arbeiterassoziation.

## Leben
Der Vater war Unteroffizier, die Mutter war Wäscherin. Er selbst war seit 1858 mit Sarah (geb. 1840), einer Engländerin, und in zweiter Ehe ab 1869 mit Marie Breitenbach (geb. 1844) verheiratet.
Die Jugend war von Armut und Entbehrungen geprägt. Er lernte in Weimar das Handwerk des Schneiders und begab sich anschließend auf seine Gesellenwanderung. In Hamburg kam er in Kontakt mit dem dortigen Arbeiterbildungsverein. In dieser Zeit haben in insbesondere die Idee von Wilhelm Weitling beeinflusst. Um dem Wehrdienst zu entgehen, floh er nach London. Dort war er Mitglied zunächst im Bund der Gerechten und gehörte später dem Bund der Kommunisten an. In dieser Zeit lernte er Karl Marx und Friedrich Engels kennen. Er löste sich von Weitling und wurde zu einem entschiedenen Anhänger von Marx. Er berichtete später, dass er für die drucktechnische Realisierung der Herausgabe des Kommunistischen Manifestes verantwortlich war.
Er kehrte nach Deutschland zurück und war aktiver Teilnehmer der Revolution von 1848/49. Er propagierte die Ideen des Bundes der Kommunisten, arbeitete an der Neuen Rheinischen Zeitung mit und spielte eine bedeutende Rolle im Kölner Arbeiterverein. Leßner hat 1849 die Leichenrede auf den Kölner Armenarzt Andreas Gottschalk gehalten. Er begründete den Wiesbadener-Mainzer Arbeiterverein und wurde deren Präsident. Er wurde 1851 verhaftet und im Kölner Kommunistenprozess von 1852 zu drei Jahren Festungshaft verurteilt.
Im Jahr 1856 ging er nach England in die Emigration. Er wurde dort führendes Mitglied im Londoner Arbeiterbildungsverein. Mit Marx und Engels verband ihn eine enge Freundschaft. In London wurde er 1864 Mitglied des Generalrates der Internationalen Arbeiterassoziation. Diesem gehörte er bis 1872 an. Er nahm zwischen 1865 und 1872 an den Internationalen Konferenzen der IAA teil. Innerhalb der Organisation vertrat er in den Auseinandersetzungen zwischen Michail Alexandrowitsch Bakunin und Marx klar die Position von Marx.
Am 18. September 1867 schenkt Karl Marx Leßner Das Kapital mit der Widmung: "Seinem Freunde F. Lessner / Lond. 18 Sept. 1867 Karl Marx".
In den 1880er und 1890er Jahren hat er sich insbesondere in der englischen Arbeiterbewegung engagiert. Im Jahr 1893 war er einer der Mitbegründer der Independent Labour Party. Während des Revisionistenstreits innerhalb der deutschen Sozialdemokratie stand er auf Seiten eines orthodoxen Marxismus und lehnte die Vorstellungen von Eduard Bernstein ab. In der deutschen Sozialdemokratie wurde er etwa seit den 1890er Jahren zu einer Symbolfigur der „alten Garde“ der Bewegung. Die Partei hat Leßner, der zeit seines Lebens hauptsächlich vom geringen Einkommen als Schneider lebte, finanziell unterstützt. Mehrfach nahm er als Ehrengast an sozialdemokratischen Parteitagen oder Kongressen der zweiten Internationale teil.
In Blankenhain wurde zur Zeit der DDR 1962 eine Schule nach ihm benannt. Auch ein Gedenkstein befindet sich in seiner Heimatstadt.

## Nachlass

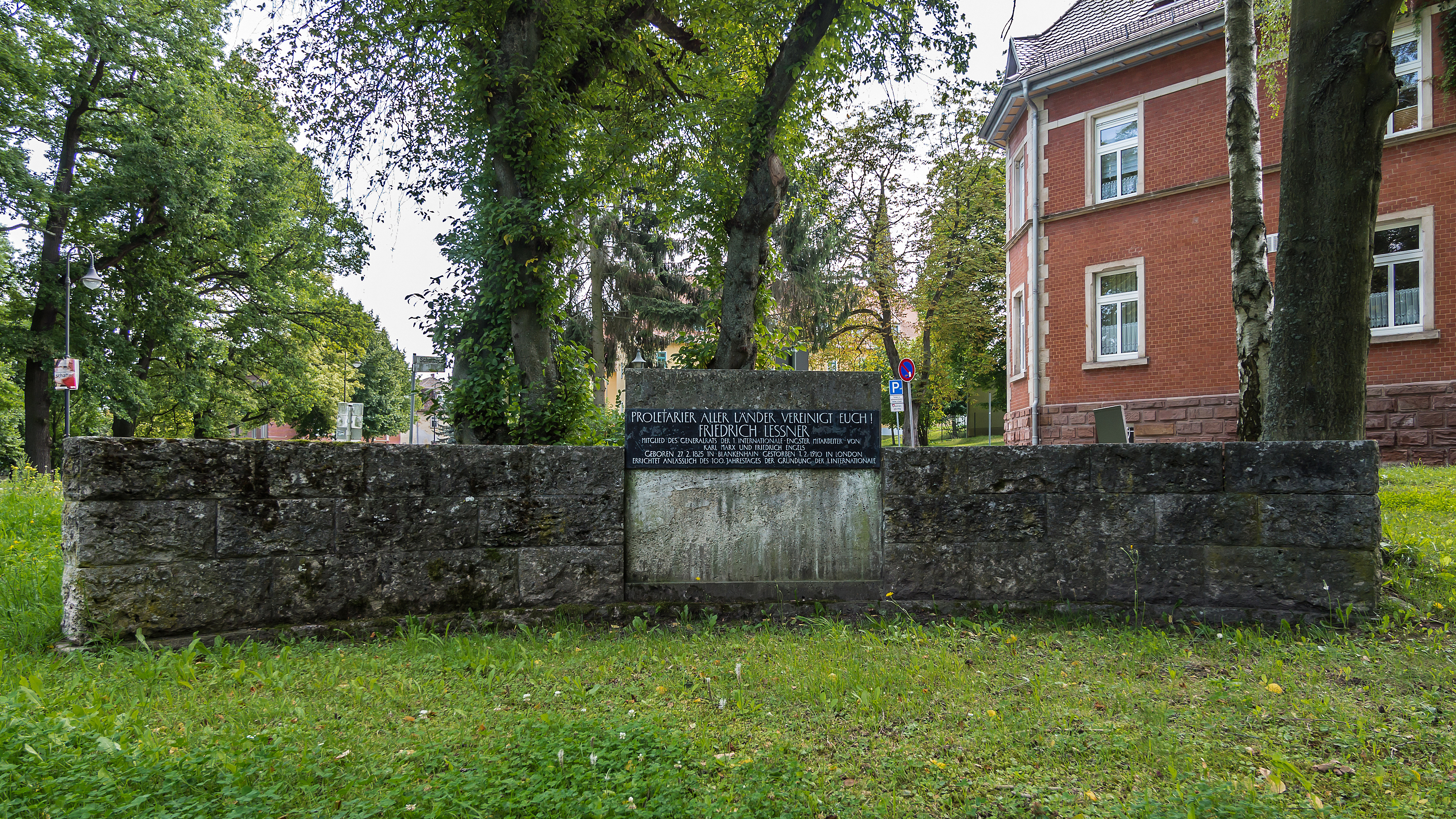
Friedrich-Leßner-Gedenkstein.

Die Originale seines Nachlasses befinden sich in Moskau. Im Archiv der sozialen Demokratie in Bonn existiert eine Mikrofilmkopie. Der Bestand umfasst die Zeit ab 1853. Darin enthalten ist unter anderen die Korrespondenz mit Johann Philipp Becker, Friedrich Engels und Julius Motteler. Hinzu kommen Tagebücher; Notizen, Entwürfe und Materialsammlungen für Artikel und Reden.
.

## Schriften
- Erinnerungen eines Arbeiters an Karl Marx. Zu dessen zehnjährigem Todestage, 14. März 1893. In: Die neue Zeit. Revue des geistigen und öffentlichen Lebens. 11. Jg., 1892-1893, 1. Bd.(1893), Heft 24, S. 748–754. FES
- Gelernte und ungelernte Arbeiter In: Die neue Zeit. Revue des geistigen und öffentlichen Lebens. 13. Jg., 1894-1895, 2. Bd.(1895), Heft 31, S. 149–154.FES
- Aus der Entstehungzeit des kommunistischen Manifestes. In: Sozialistische Monatshefte, Berlin 1897, Heft 10. FES
- Vor fünfzig Jahren. In: Mainzer Volkszeitung vom 27. Oktober 1900.
- Erinnerungen eines Arbeiter an Friedrich Engels In: Die Hütte, Leipzig, Zweites Dezemberheft 1902, Heft 18, S. 538–541
- Sixty years in the social-democratic movement. Before 1848 and after. Recollections of an old communist. The Twentieth Century Press, London 1907 (Reprint Slienger, London 1970)
- Ich brachte das "Kommunistische Manifest" zum Drucker. Zusammengestellt und eingeleitet von Ursula Herrmann und Gerhard Winkler. Dietz Verlag, Berlin 1975.